# 北圣若泽
北圣若泽是巴西南大河州的一个市镇。总面积1117.873平方公里，总人口24905人，人口密度22.3人/平方公里。